# Самый ценный игрок АБА
Самый ценный игрок регулярного чемпионата АБА (англ. ABA Most Valuable Player Award) — титул ежегодно присуждаемый самому ценному игроку Американской баскетбольной ассоциации по итогам регулярного сезона. Награда присуждалась ежегодно с 1968 по 1976 годы, когда Американская баскетбольная ассоциация объединилась с Национальной баскетбольной ассоциации. Для того чтобы игрок мог выиграть награду, он должен был с командой одержать не менее 45 побед в регулярном сезоне. 
Первым игроком, завоевавшим эту награду стал Конни Хокинс из клуба «Питтсбург Пайперс». Джулиус Ирвинг трижды в составе «Нью-Йорк Нетс» признавался самым ценным игроком регулярного чемпионата. Мел Дэниелс из «Индиана Пэйсерс» дважды завоевывал награду. Два новичка года АБА одновременно признавались самыми ценными игроками регулярного чемпионата: Спенсер Хейвуд в 1970 году и Артис Гилмор в 1972 году. 

## Победители
| *         | Включены в Зал славы баскетбола           |
| Игрок (X) | Количество титулов MVP регулярного сезона |

| Сезон      | Игрок               | Позиция             | Команда           |
| ---------- | ------------------- | ------------------- | ----------------- |
| 1967/68    | Конни Хокинс*       | Форвард / Центровой | Питтсбург Пайперз |
| 1968/69    | Мел Дэниелс*        | Центровой           | Индиана Пэйсерс   |
| 1969/70    | Спенсер Хейвуд*     | Форвард / Центровой | Денвер Рокетс     |
| 1970/71    | Мел Дэниелс* (2)    | Центровой           | Индиана Пэйсерс   |
| 1971/72    | Артис Гилмор*       | Центровой           | Кентукки Колонелс |
| 1972/73    | Билли Каннингем*    | Защитник / Форвард  | Каролина Кугэрз   |
| 1973/74    | Джулиус Ирвинг*     | Форвард             | Нью-Йорк Нетс     |
| 1974/75[a] | Джулиус Ирвинг* (2) | Форвард             | Нью-Йорк Нетс     |
| 1974/75[a] | Джордж Макгиннис*   | Форвард / Центровой | Индиана Пэйсерс   |
| 1975/76    | Джулиус Ирвинг* (3) | Форвард             | Нью-Йорк Нетс     |

## Комментарий
- a  Обозначен год, в котором была совместная награда